# Nœux-les-Mines
Nœux-les-Mines là một xã trong vùng Hauts-de-France, thuộc tỉnh Pas-de-Calais, quận Béthune, tổng Nœux-les-Mines. Tọa độ địa lý của xã là 50° 28' vĩ độ bắc, 02° 39' kinh độ đông. Nœux-les-Mines nằm trên độ cao trung bình là 29 mét trên mực nước biển, có điểm thấp nhất là 23 mét và điểm cao nhất là 76 mét. Xã có diện tích 8,84 km², dân số vào thời điểm 1999 là 11.961 người; mật độ dân số là 1353 người/km².

## Nhân vật nổi tiếng
- Raymond Kopa